# Фарґо (фільм)
«Фа́рґо» (англ. Fargo) — американський кінофільм братів Коен 1996 року.
Фільм отримав два Оскари, а також нагороди за режисуру від Британської кіноакадемії та Каннського кінофестивалю. На 19 серпня 2021 року фільм займав 174-ту позицію у списку 250 кращих фільмів за версією IMDb.

## Сюжет
На початку стрічки глядачу повідомляють про те, що вона знята за мотивами реальних подій, які мали місце в 1987 році в Міннесоті; а в кінцевих титрах повідомляється, що все показане в фільмі є вигадкою. Та згодом Ітан все ж зізнався, своєму старому другу і помічнику Вільяму Престону Робертсону, що більшість подій у фільмі є вигаданими й що у фільмі «Великий Лебовські» (1998) більше правдивих елементів, ніж у «Фарґо».
Містечко Фарго, Північна Дакота. Невдаха-бізнесмен (торговець авто) Джеррі (Вільям Мейсі) вирішив «заробити» грошей, шляхом інсценування викрадення власної дружини й найму для цього двох бандитів. За 80 тисяч доларів він розраховував «викупити» її коштом свого багатого тестя. Гроші та дружину після вдалої оборудки він хотів залишити собі. В останній момент Джеррі намагався скасувати аферу, але було запізно, і найманці продовжили свою чорну справу. Вагітна слідча Мардж Ґандерсон (Френсіс Мак-Дорманд) разом з колегами розслідує криваві злочини.

## У ролях
- Вільям Мейсі — Джеррі Лундеґаард
- Френсіс Мак-Дорманд — Мардж Ґандерсон
- Стів Бушемі — Карл Шоволтер
- Пітер Стормаре — Ґейр Ґрімсрад
- Крістін Рудруд — Джин Лундеґаард
- Гарв Преснелл — Вейд Ґустафсон, батько Джин
- Джон Керролл Лінч — Норм Ґандерсон, чоловік Мардж
- Стів Рівіс — Шеп Праудфут
- Брюс Кемпбелл — Алан Стюарт

## Нагороди та номінації

### Нагороди
- «Оскар» за найкращий оригінальний сценарій — Джоел та Ітан Коени.
- «Оскар» за найкращу жіночу роль — Френсіс Мак-Дорманд.
- Премія Британської кіноакадемії за досягнення в режисурі — Джоел Коен.
- Приз за режисуру Каннського кінофестивалю — Джоел Коен.

### Номінації

#### «Оскар»
- Найкращий фільм — Ітан Коен
- Найкраща режисерська робота — Джоел Коен
- Найкраща чоловіча роль другого плану — Вільям Мейсі
- Найкраща операторська робота — Роджер Дікінс
- Найкращий монтаж — Родерік Джейнс

#### «Золотий глобус»
- Найкращий фільм — комедія чи мюзикл
- Найкращий режисер — Джоел Коен
- Найкраща жіноча роль у комедії чи мюзиклі — Френсіс Мак-Дорманд
- Найкращий сценарій — брати Коен